# Бетлегем Тауншип (Нью-Джерсі)
Бетлегем Тауншип (англ. Bethlehem Township) — селище (англ. township) в США, в окрузі Гантердон штату Нью-Джерсі. Населення — 3745 осіб (2020).

### Клімат
| Клімат : Бетлегем Тауншип | Клімат : Бетлегем Тауншип | Клімат : Бетлегем Тауншип | Клімат : Бетлегем Тауншип | Клімат : Бетлегем Тауншип | Клімат : Бетлегем Тауншип | Клімат : Бетлегем Тауншип | Клімат : Бетлегем Тауншип | Клімат : Бетлегем Тауншип | Клімат : Бетлегем Тауншип | Клімат : Бетлегем Тауншип | Клімат : Бетлегем Тауншип | Клімат : Бетлегем Тауншип | Клімат : Бетлегем Тауншип |
| Показник                  | Січ.                      | Лют.                      | Бер.                      | Квіт.                     | Трав.                     | Черв.                     | Лип.                      | Серп.                     | Вер.                      | Жовт.                     | Лист.                     | Груд.                     | Рік                       |
| Абсолютний максимум, °C   | 21,7                      | 24,4                      | 29,4                      | 33,9                      | 35,6                      | 36,7                      | 37,8                      | 37,8                      | 38,9                      | 32,8                      | 27,8                      | 22,8                      | 38,9                      |
| Середній максимум, °C     | 2,1                       | 3,9                       | 9,2                       | 15,2                      | 21,4                      | 25,9                      | 28,6                      | 27,8                      | 23,8                      | 17,8                      | 11,1                      | 4,7                       | 15,9                      |
| Середній мінімум, °C      | −8,1                      | −7,2                      | −2,7                      | 2,4                       | 8,1                       | 13,0                      | 16,1                      | 15,3                      | 10,9                      | 4,3                       | −0,3                      | −4,8                      | 3,9                       |
| Абсолютний мінімум, °C    | −30,6                     | −31,1                     | −21,1                     | −12,8                     | −3,9                      | 0,6                       | 3,3                       | 1,7                       | −3,9                      | −7,8                      | −16,7                     | −25,6                     | −31,1                     |
| Норма опадів, мм          | 109                       | 85                        | 106                       | 115                       | 125                       | 121                       | 128                       | 121                       | 109                       | 129                       | 103                       | 110                       | 1363                      |
| ------------------------- | ------------------------- | ------------------------- | ------------------------- | ------------------------- | ------------------------- | ------------------------- | ------------------------- | ------------------------- | ------------------------- | ------------------------- | ------------------------- | ------------------------- | ------------------------- |
| Джерело:                  |                           |                           |                           |                           |                           |                           |                           |                           |                           |                           |                           |                           |                           |

## Демографія
Згідно з переписом 2010 року, у селищі мешкало 3979 осіб у 1344 домогосподарствах у складі 1148 родин. Було 1386 помешкань
Расовий склад населення:
| - 95,7 % — білих - 1,9 % — азіатів - 1,0 % — чорних або афроамериканців - 0,1 % — корінних американців |

До двох чи більше рас належало 0,9 %. Частка іспаномовних становила 4,0 % від усіх жителів.
За віковим діапазоном населення розподілялося таким чином: 27,6 % — особи молодші 18 років, 62,7 % — особи у віці 18—64 років, 9,7 % — особи у віці 65 років та старші. Медіана віку мешканця становила 44,2 року. На 100 осіб жіночої статі у селищі припадало 100,8 чоловіків;  на 100 жінок у віці від 18 років та старших — 100,6 чоловіків також старших 18 років.
Середній дохід на одне домашнє господарство  становив 155 303 долари США (медіана — 130 565), а середній дохід на одну сім'ю — 164 949 доларів (медіана — 139 219). Медіана доходів становила 105 912 долари для чоловіків та 70 911 долар для жінок. За межею бідності перебувало 4,6 % осіб, у тому числі 6,6 % дітей у віці до 18 років та 0,0 % осіб у віці 65 років та старших.
Цивільне працевлаштоване населення становило 2113 особи. Основні галузі зайнятості: освіта, охорона здоров'я та соціальна допомога — 17,4 %, виробництво — 15,3 %, науковці, спеціалісти, менеджери — 13,0 %.